# سیارک ۱۸۶۲۳
سیارک ۱۸۶۲۳ (به انگلیسی: 18623 Pises، نامگذاری:1998DR13) هجده هزار و ششصد و بیست و سومین سیارک کشف شده‌است که در ۲۷ فوریه ۱۹۹۸ کشف شد.
قدر مطلق سیارک برابر ۱۸.۶ است.